# Axel Robert Lundblad
Axel Robert Lundblad (i riksdagen kallad Lundblad i Fredriksberg), född 12 december 1862 i Lids församling, Södermanlands län, död 12 juni 1928 i Västerås/Akademiska sjukhuset i Uppsala, var en svensk lantbrukare och politiker.
Lundblad var riksdagsledamot i andra kammaren 1906-1908 samt 1912-1917, fram till 1908 för Västmanlands läns södra domsagas valkrets och från 1912 för Västmanlands läns östra valkrets.